# HD 150706
HD 150706 är en ensam stjärna belägen i den mellersta delen av stjärnbilden Lilla björnen. Den har en skenbar magnitud av ca 7,02 och kräver åtminstone en handkikare för att kunna observeras. Baserat på parallax enligt Gaia Data Release 2 på ca 35,3 mas, beräknas den befinna sig på ett avstånd på ca 92 ljusår (ca 28 parsek) från solen. Den rör sig närmare solen med en heliocentrisk radialhastighet på ca -17 km/s.

## Egenskaper
HD 150706 är en gul till vit stjärna i huvudserien av spektralklass G0 V. Den har en massa som är ungefär en  solmassa, en radie som är ungefär en solradie och har ca 1,1 gånger solens utstrålning av energi från dess fotosfär vid en effektiv temperatur av ca 5 900 K.

## Planetsystem
År 2002 tillkännagavs vid konferensen Scientific Frontiers in Research on Extrasolar Planets upptäckten av en exoplanet som kretsar kring stjärnan. Den påstådda planeten hade en minsta massa som var lika med en Jupitermassa och ansågs ligga i en elliptisk omloppsbana med en omloppsperiod av 264 dygn. Oberoende mätningar av stjärnan misslyckades dock med att bekräfta planetens existens och planeten visas inte i den aktuella webbversionen av katalogen över närliggande exoplaneter. En annan planet upptäcktes emellertid vid stjärnan 2012 och denna Jupitertvilling har en omloppsperiod av ca 16 år. Dess excentricitet och omlopp är dock mycket dåligt fastställda.
| Planet | Massa               | Halv storaxel (AE) | Siderisk omloppstid (d) | Excentricitet  | Inklination | Radie |
| ------ | ------------------- | ------------------ | ----------------------- | -------------- | ----------- | ----- |
| b      | >2,71 +1,14-0,66 MJ | 6,7+4,0-1,4        | 5 894+5 584-1 498       | 0,38+0,28-0,32 | -           | -     |